# لیمینگتون
longitudeلیمینگتونlatitudeلیمینگتون
لیمینگتون (به انگلیسی: Lymington) یک شهرک در بریتانیا است که در همپشر واقع شده‌است.

## خصوصیات
لیمینگتون ۱۵٬۴۰۷ نفر جمعیت دارد.

## خواهرخوانده
شهرهای مسباخ، آلمانسا و Vitré خواهرخوانده‌های لیمینگتون هستند.